# Just Dance 2 Extra Songs
Just Dance 2 Extra Songs (conocido como Just Dance Summer Party en América) es un juego que cuenta con todas las canciones descargables de Just Dance 2 (a excepción de  It's Not Unusual, Crazy Christmas, Spice Up Your Life, Come On Eileen y Should I Stay Or Should I Go). Fue lanzado en Europa el 17 de julio de 2011 y en Norteamérica el 19 de julio de 2011.

## Lista de canciones
| Canción                                         | Artista                            | Difficultad | Esfuerzo | Año  | Modo | Bailarín |
| ----------------------------------------------- | ---------------------------------- | ----------- | -------- | ---- | ---- | -------- |
| Barbie Girl*                                    | Aqua                               | 1           | 3        | 1997 | Duet | ♀/♂      |
| Firework                                        | Katy Perry                         | 1           | 2        | 2010 | Solo | ♀        |
| Pon De Replay                                   | Rihanna                            | 2           | 2        | 2005 | Solo | ♀        |
| Pump Up the Volume                              | MARRS                              | 2           | 2        | 1987 | Solo | ♂        |
| Maniac*                                         | Michael Sembello                   | 2           | 3        | 1983 | Solo | ♀        |
| Born to Be Wild                                 | Steppenwolf                        | 1           | 2        | 1967 | Solo | ♂        |
| Professor Pumplestickle                         | Nick Phoenix & Thomas J. Bergersen | 3           | 1        | 2006 | Duet | ♂/♂      |
| Crying Blood                                    | V.V. Brown                         | 2           | 2        | 2008 | Solo | ♀        |
| Down by the Riverside*                          | Carl Sandburg                      | 2           | 1        | 1927 | Solo | ♀        |
| Futebol Crazy*                                  | Paul J. Borg                       | 1           | 2        | 2006 | Solo | ♀        |
| Kung Fu Fighting (Dave Ruffy/Mark Wallis Remix) | Carl Douglas                       | 2           | 2        | 1974 | Duet | ♂/♂      |
| Mambo No. 5 *                                   | Lou Bega                           | 3           | 2        | 1999 | Duet | ♂/♀      |
| Nine in the Afternoon                           | Panic At The Disco                 | 1           | 1        | 2008 | Duet | ♀/♂      |
| Chicken Payback                                 | A Band of Bees                     | 1           | 1        | 2005 | Solo | ♂        |
| Skin-to-Skin                                    | Sweat Invaders                     | 1           | 3        | 1992 | Solo | ♂        |
| You Can't Hurry Love                            | The Supremes                       | 2           | 2        | 1966 | Duet | ♀/♀      |
| Why oh Why                                      | Love Letter                        | 1           | 1        | 2009 | Duet | ♀/♂      |
| American Boy                                    | Estelle featuring Kanye West       | 2           | 1        | 2008 | Duet | ♂/♀      |
| Song 2                                          | Blur                               | 2           | 2        | 1997 | Solo | ♂->♀->♂  |
| Here Comes The Hotstepper*                      | Ini Kamoze                         | 2           | 2        | 1994 | Solo | ♂        |

* indica que la canción es una versión, no la original.